# Razzia von Rotterdam

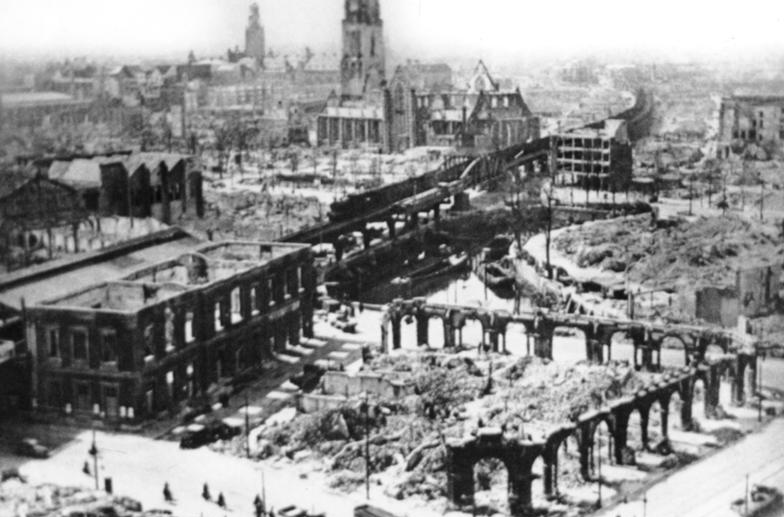
Rotterdam nach der Bombardierung 1940

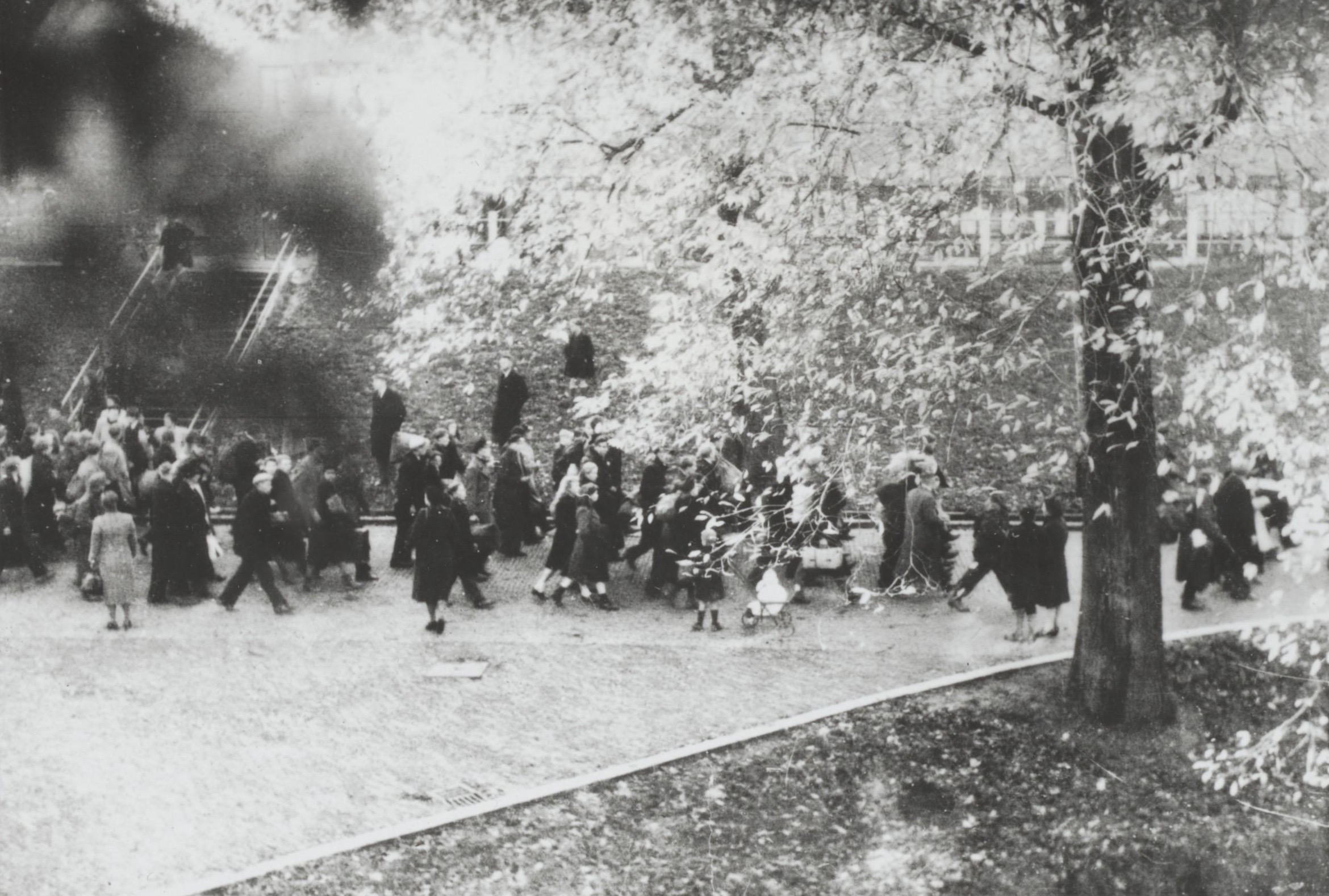
Abführung der Männer am 10. November 1944

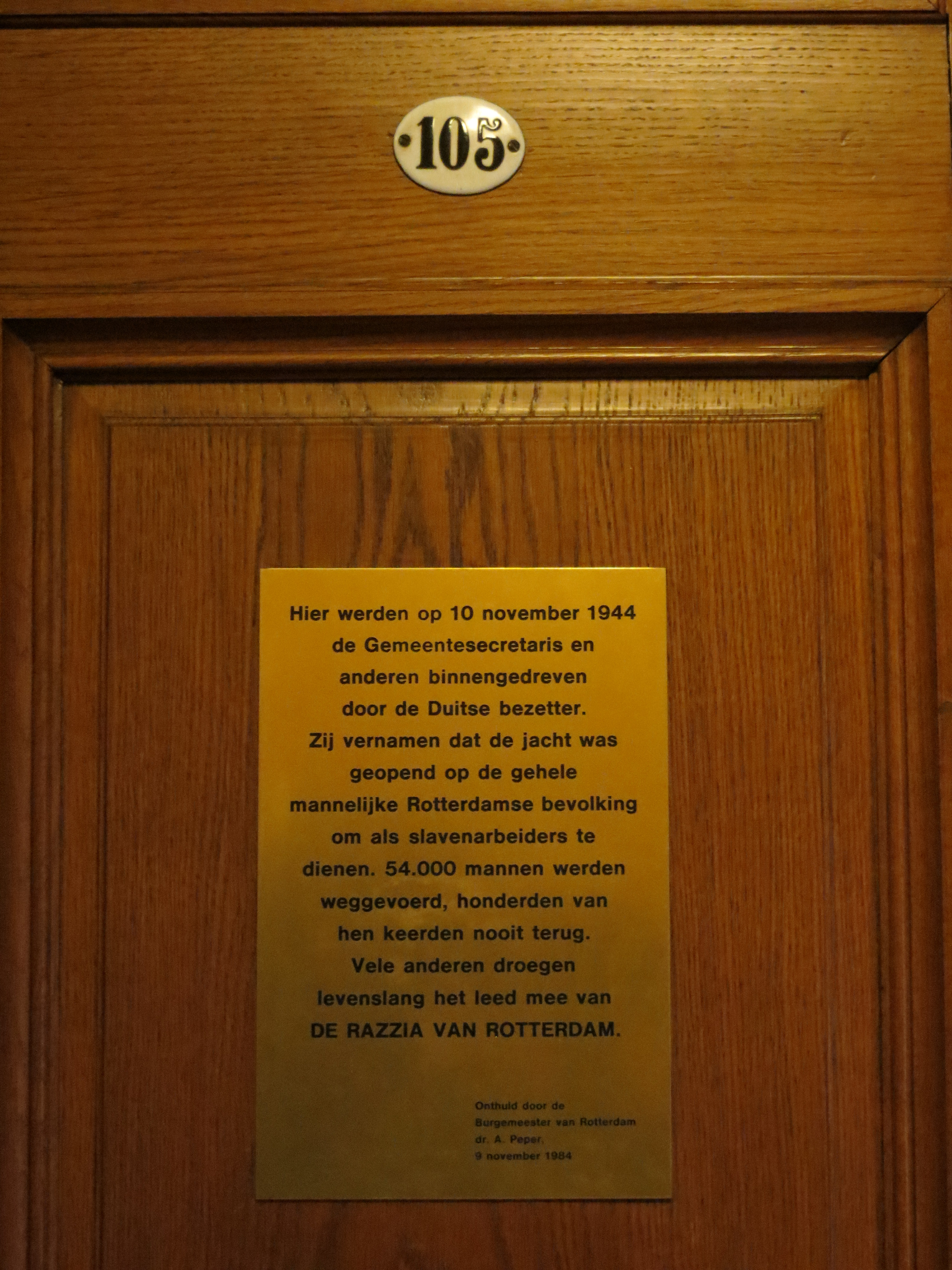
Erinnerungstafel im Rathaus von Rotterdam

Die Razzia von Rotterdam am 10. und 11. November 1944 war die größte Razzia, die die deutschen Besatzer während des Zweiten Weltkriegs in den Niederlanden durchführten. Dabei wurden rund 54.000 Männer zwischen 17 und 40 Jahren in Rotterdam und dessen Vorort Schiedam festgenommen und zur Zwangsarbeit in den Osten der Niederlande und nach Deutschland deportiert.

## Hintergrund
Schon vor der Razzia im November 1944 war Rotterdam, wie der Historiker Ben A. Sijes 1951 schrieb, eine „geschundene Stadt“. Bei der Besetzung der Niederlande im Mai 1940 wurde sie am 14. Mai von der deutschen Luftwaffe bombardiert. Dabei wurde das Stadtzentrum nahezu komplett zerstört, und rund 900 Menschen starben. Da die Hafenstadt eine wichtige strategische Rolle für die deutschen Besatzer spielte, wurde die Stadt in den folgenden Jahren ebenfalls 21-mal von den Alliierten angegriffen. Dabei verloren 748 Menschen ihr Leben, und nahezu 100.000 Rotterdamer wurden obdachlos.
Vor 1944 waren schon rund 50.000 Rotterdamer zum Arbeitseinsatz in Deutschland verpflichtet worden. Ab Juli 1942 wurden zudem rund 12.000 jüdische Menschen aus Rotterdam deportiert. Die Bombardierungen, die Deportationen, Erschießungen von Geiseln nach Sabotageakten des Widerstands, die Abwesenheit vieler Männer und eine ständige Atmosphäre der Angst zerstörten die sozialen Beziehungen in der Stadt, und die Innenstadt war verwüstet: „Bei kräftigem Wind war es in der Stadt durch den aufgewirbelten Staub kaum auszuhalten.“ Bis zum September 1944 war nahezu jeder noch in Rotterdam verbliebene Mann mindestens einmal zum Arbeitseinsatz an der Küste verpflichtet worden, um nach der Zerstörung der dortigen Ortschaften Verteidigungsanlagen zu errichten. Die Niederländer nannten dies „Spitten voor de moffen“ („Buddeln für die Moffen“).
Am 4. September 1944 gab der niederländische Ministerpräsident Pieter Sjoerds Gerbrandy in Radio Oranje bekannt, dass die Alliierten die niederländische Grenze erreicht hätten und die Stunde der Befreiung gekommen sei. Der Einmarsch, so die Gerüchte, würde am Tag darauf erfolgen. Man rechnete mit der Einnahme Rotterdams am selben Tag sowie der von Utrecht und von Amsterdam am 6. September; der Rest des Landes würde bald folgen. Es folgte der Dolle Dinsdag am 5. September, an dem die Niederländer die vermeintlich bevorstehende Befreiung feierten und NSB-Mitglieder und Kollaborateure nach Deutschland flohen.
Am 17. September 1944 folgte der Angriff der englischen Luftlandetruppen in der Schlacht um Arnheim im Rahmen der Operation Market Garden. Die Operation endete mit einem verlustreichen Rückzug der Alliierten. Gleichzeitig begannen die deutschen Besatzer, den Hafen von Rotterdam in Teilen durch Sprengungen zu zerstören, damit dieser im Falle einer deutschen Niederlage nicht – wie der Hafen von Antwerpen zuvor – den Alliierten in die Hände fallen und von diesen genutzt werden könne. Dabei verloren weitere 5000 Rotterdamer ihre Wohnungen. Hinzu kam ein Streik der niederländischen Eisenbahner im September 1944, um den alliierten Vormarsch indirekt zu unterstützen, der von den Besatzern mit einem Stopp von Lebensmitteltransporten in die Niederlande beantwortet wurde, was schließlich den Hongerwinter 1944/45 zur Folge hatte.
Gleichzeitig nahmen Aktionen von Widerstandsgruppen zu, die unter anderem Gefangene der Deutschen aus dem Gefängnis befreiten, bei Überfällen Lebensmittelkarten erbeuteten, Namenslisten von Männern in Arbeidsbureaus zerstörten und Kollaborateure töteten. Die deutschen Besatzer wiederum legten Brände in einigen Stadtteilen von Rotterdam. Während der Süden der Niederlande bereits von den Alliierten befreit war, blieb Rotterdam weiterhin von den Deutschen besetzt, und die dortigen Lebensumstände wurden „immer härter“.

## „Aktion Rosenstock“
Frühere Maßnahmen mit dem Ziel, dass sich Niederländer freiwillig zur Arbeit in Deutschland melden sollten, hatten nicht den von den Deutschen gewünschten Erfolg gezeigt. Fritz Sauckel, der deutsche Generalbevollmächtigte für den Arbeitseinsatz, bestimmte am 7. Mai 1942: „Dort jedoch, wo in besetzten Gebieten der Appell der Freiwilligkeit nicht ausreicht, müssen unter allen Umständen Dienstverpflichtungen und Aushebungen vorgenommen werden. Es ist dies ein undiskutierbares Erfordernis unserer Arbeitslage.“ In der Folge wurden niederländische Männer zunehmend zwangsverpflichtet, dem sich viele jedoch, auch mit Unterstützung der mit Niederländern besetzten Behörden, entziehen konnten. Im August 1943 berichtete der SD, dass bei einem erwünschten Soll von 34.000 Arbeitern erst 9000 Arbeiter verpflichtet werden konnten: „Die Zahl der Untergetauchten wird in deutschen Fachkreisen auf rund 60.000 geschätzt.“
Am 30. August 1944 ordnete Adolf Hitler in einem Erlass unter anderem an, zusätzliche Arbeitskräfte für die „Verteidigungsbereitschaft“ des Westwalls „bereitzustellen“. Der Stabschef beim Oberbefehlshaber West, Siegfried Westphal, berichtete am 2. November in einem Telegramm an Heinrich Himmler, dass es in den Niederlanden rund 600.000 wehrfähige Männer gebe. Sie würden im Reich dringend als Arbeitskräfte gebraucht, und zudem sei zu befürchten, dass diese „uns binnen Kürze als Feind gegenüberstehen“. Der Plan war, nacheinander in den großen niederländischen Städten Rotterdam, Amsterdam, Den Haag und Utrecht Razzien durchzuführen, um die wehrfähigen Männer aus dem militärisch bedrohten Westen des Landes zu entfernen. Die Razzia in Rotterdam, wo rund 70.000 wehrfähige Männer lebten, sollte die erste sein, weil die Front nur wenige Kilometer entfernt war.
Von Berlin aus wurde ab dem 11. Oktober die Rotterdamer Razzia unter strenger Geheimhaltung vorbereitet. An einer Besprechung am 15. Oktober nahmen unter anderen der Reichskommissar für die Niederlande Seyß-Inquart, der Reichsamtsleiter für die Zwangsrekrutierung Hermann Liese, der Generalkommissar für das Sicherheitswesen Hanns Albin Rauter und Admiral Gustav Kleikamp teil. In weiteren Besprechungen wurde geplant, welche militärischen Kräfte an der Aktion beteiligt sein sollten. Liese erhielt dazu eine Vollmacht von Goebbels, mit der er von Wehrmachtbefehlshaber Friedrich Christiansen alle Soldaten anfordern konnte, die er für die Durchführung der Razzia benötigte.
Am Abend des 9. November 1944 wurden 8000 deutsche Soldaten unter dem Codenamen Aktion Rosenstock in Rotterdam zusammengezogen, darunter Angehörige der 5. Fallschirmjäger-Division. Sie besetzten alle wichtigen Brücken und Plätze, der Telefonverkehr wurde unterbrochen, und die Straßenbahnen fuhren nicht mehr. In einigen Teilen der Stadt wurde folgender Aushang gemacht:

„Auf Befehl der Deutschen Wehrmacht müssen sich alle Männer im Alter zwischen 17 und 40 Jahren für den Arbeitseinsatz anmelden. Dazu müssen sich alle Männer dieses Alters unmittelbar nach Empfang dieses Befehl mit der vorgeschriebenen Ausrüstung auf die Straße stellen. Alle anderen Bewohner, auch Frauen und Kinder, müssen in den Häusern bleiben, bis diese Aktion beendet ist. Die Männer der genannten Jahrgänge, die bei einer Hausdurchsuchung im Haus angetroffen werden, werden bestraft, indem auf ihren Privatbesitz zugegriffen wird. Nachweise von Freistellungen von zivilen oder militärischen Behörden müssen zur Kontrolle beigebracht werden. Auch solche, die solche Nachweise haben, sind verpflichtet, sich auf die Straße zu begeben. Es muss mitgebracht werden: warme Kleidung, feste Schuhe, Decken, Regenschutz, Essgerät, Messer, Gabel, Löffel, Trinkbecher und Butterbrote für einen Tag. Mitgebrachte Fahrräder bleiben Eigentum des Besitzers. Die tägliche Vergütung besteht aus guter Kost, Tabakwaren und fünf Gulden. Für die zurückgebliebenen Familienangehörigen wird gesorgt. Es ist allen Einwohnern der Gemeinde verboten, ihren Wohnsitz zu verlassen. Auf jene, die versuchen zu fliehen oder Widerstand leisten, wird geschossen.“

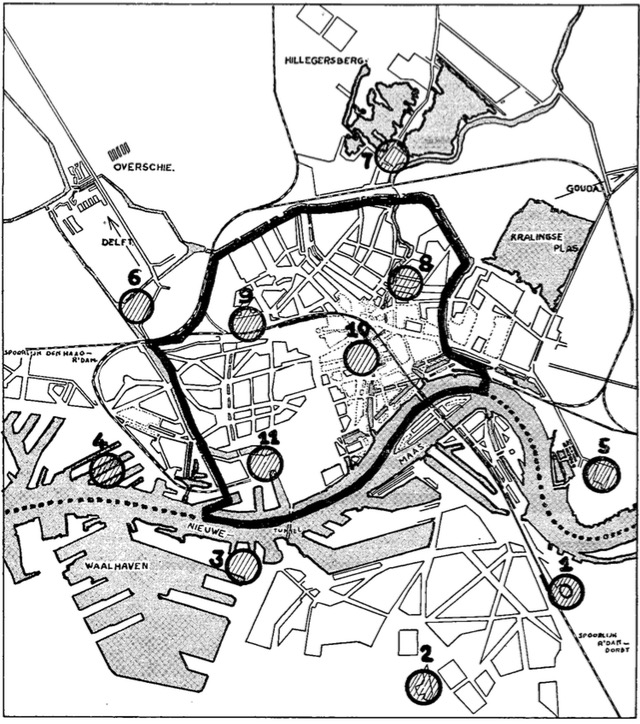
Plan der Absperrung der Stadt sowie der Orte, wo die Männer versammelt wurden

Die Razzia wurde am 10. November ab 5 Uhr morgens Straße für Straße und Haus für Haus durchgeführt, so dass eine Flucht kaum möglich war. Die Männer wurden an mehreren Orten in der Stadt versammelt, darunter im Stadion Feijenoord. In Schiedam wurden die Männer auf dem zentralen Koemarkt zusammengeführt, von wo sie nach Rotterdam geleitet wurden. Rund 20.000 Männer mussten zu Fuß Richtung Utrecht marschieren, 20.000 wurden mit großen Rheinschiffen abtransportiert und weitere 10.000 mit der Eisenbahn. Diese Zahlen umfassten rund 80 Prozent der Männer, auf die der Befehl zutraf. Liese berichtete nach Berlin, die Rotterdamer Bevölkerung habe „ruhig und gefasst“, einige sogar mit „einer gewissen Befriedigung“ reagiert: „Wahrscheinlich waren diese Leute froh, dass sie einige Esser losgeworden sind […].“ Auf dem Bahnhof von Haarlem gelang es noch einigen Männern, mit Hilfe der dortigen Einwohner zu fliehen. Zumindest ein Rotterdamer wurde als Warnung für die anderen erschossen. Auch in Weesp wurden fünf Männer getötet, die versucht hatten, zu entkommen.
Rund 10.000 der abgeführten Männer kamen zum Arbeitseinsatz in den Osten der Niederlande, der Rest wurde nach Deutschland transportiert, vor allem ins Ruhrgebiet und in Orte entlang des Rheins. Dort wurden die Männer in Barackenlagern untergebracht; rund ein Drittel von ihnen konnte im Laufe der folgenden Monate entkommen. Insgesamt kamen in Deutschland zwischen 24.000 und 29.000 niederländische Zwangsarbeiter ums Leben, darunter 410 aus Rotterdam. Nach ihrer Rückkehr aus deutscher Gefangenschaft litten viele Männer noch jahrelang an den gesundheitlichen Folgen von Lageraufenthalt und schwerer Zwangsarbeit, viele von ihnen hatten Tuberkulose oder waren schwer traumatisiert.
Diese Razzia war die letzte umfassende Operation der Deutschen in den Niederlanden. Die Anzahl der in den folgenden Städten, einschließlich Delft, festgenommenen Männer war begrenzt, weil die Bevölkerung von der Razzia in Rotterdam gehört hatte und sich viele Männer rechtzeitig verstecken konnten. Damit missglückte wenige Monate vor Kriegsende der Plan der deutschen Besatzer, alle noch in den Städten anwesenden niederländischen Männer nach Deutschland zu transportieren.